# Breckenridge (Minnesota)
Breckenridge es una ciudad ubicada en el condado de Wilkin en el estado estadounidense de Minnesota. En el Censo de 2010 tenía una población de 3386 habitantes y una densidad poblacional de 531,01 personas por km².

## Geografía
Breckenridge se encuentra ubicada en las coordenadas 46°15′58″N 96°35′6″O / 46.26611, -96.58500. Según la Oficina del Censo de los Estados Unidos, Breckenridge tiene una superficie total de 6.38 km², de la cual 6.38 km² corresponden a tierra firme y (0%) 0 km² es agua.

## Demografía
Según el censo de 2010, había 3386 personas residiendo en Breckenridge. La densidad de población era de 531,01 hab./km². De los 3386 habitantes, Breckenridge estaba compuesto por el 96.28% blancos, el 0.21% eran afroamericanos, el 1.39% eran amerindios, el 0.41% eran asiáticos, el 0% eran isleños del Pacífico, el 0.32% eran de otras razas y el 1.39% pertenecían a dos o más razas. Del total de la población el 2.54% eran hispanos o latinos de cualquier raza.

### Evolución demográfica
| 1890 | 1900  | 1910  | 1920  | 1930  | 1940  | 1950  | 1960  | 1970  | 1980  | 1990  | 2000  | 2010  | est. 2015 |
| ---- | ----- | ----- | ----- | ----- | ----- | ----- | ----- | ----- | ----- | ----- | ----- | ----- | --------- |
| 655  | 1.282 | 1.840 | 2.401 | 2.261 | 2.745 | 3.623 | 4.335 | 4.200 | 3.909 | 3.708 | 3.559 | 3.386 | 3.290     |

## Localidades adyacentes
El diagrama siguiente presenta las localidades en un  radio de 24 km alrededor de Breckenridge.